# Underhållsbidrag
Underhållsbidrag är det belopp som en förälder, som inte bor tillsammans med sitt barn, ska bidra med till barnets försörjning.

## Sverige
Föräldrarna till ett barn i Sverige är enligt 7 kap föräldrabalken skyldiga att efter förmåga bidra till barnets försörjning. Detta ansvar gäller oberoende av om föräldrarna bor tillsammans med barnet eller inte. För att fullgöra sin underhållsskyldighet måste en förälder som inte bor tillsammans med sitt barn betala underhållsbidrag. För barn under 18 år betalas bidraget till den andre föräldern, för barn som fyllt 18 år betalas bidraget direkt till barnet.
Föräldrar är normalt underhållsskyldiga för underårigt barn det vill säga fram till den dag barnet fyller 18 år. För barn som fortfarande går i gymnasieskola eller liknande är föräldern underhållsskyldig fram till den dag barnet fyller 21 år.
Bidragets storlek bestäms med hänsyn till barnets behov och föräldrarnas samlade ekonomiska förmåga.
Underhållsbidrag fastställs genom dom eller avtal.